# Geografia da Nova Zelândia
A geografia da Nova Zelândia é composta por duas ilhas principais e numerosas pequenas ilhas, algumas das quais bastante longínquas. A llha sul  é a maior massa de terra e está dividida ao longo do seu comprimento pelos Alpes do Sul, cujo maior pico é o Monte Cook com 3 754 m. Na Ilha Sul há dezoito picos com mais de três mil metros de altitude. A Ilha Norte é menos montanhosa do que a Sul mas está marcada por vulcanismo.
Na Ilha Norte, a montanha mais alta, Ruapehu (2797m) é um cone vulcânico activo. A área total da Nova Zelândia (270 500 km²) é um pouco menor que a do Japão ou que as Ilhas Britânicas e um pouco maior do que a do Colorado nos Estados Unidos. O país estende-se por mais de 1600 Km ao longo do seu eixo principal norte-nordeste. O clima é ameno, com temperaturas raramente inferiores a 0°C ou superiores a 30°C. A temperatura média diária em Wellington, a capital, localizada no centro do país, é de 5,9°C no Inverno e 20,3°C no Verão.
Muito afastada das terras mais próximas, a Nova Zelândia é, entre as massas de terra de dimensões consideráveis do planeta aquela que está mais isolada. Os seus vizinhos mais próximos são a Austrália, para noroeste, e a Nova Caledónia, Fiji e Tonga, para norte.
Devido ao seu isolamento relativo, a Nova Zelândia desenvolveu um ecossistema único, cuja característica mais distinta consistia na ausência, até à colonização polinésia, de quaisquer mamíferos terrestres, à excepção de três espécies de morcegos. Muitos dos nichos ecológicos que normalmente teriam sido ocupados por mamíferos, eram ocupados por aves, incluindo o kiwi (incapaz de voar) e a moa. As moas, agora extintas, podiam crescer até uma altura de 3 m. O kiwi e os fetos característicos das florestas nativas deste país são símbolos nacionais. A Nova Zelândia é também a residência do tuatara, uma espécie antiga de réptil, e do weta, um insecto que pode atingir mais de 8cm de comprimento.